# Liu Yang (Fußballspieler, 1995)
Liu Yang (chinesisch: 刘洋; Pinyin: Liú Yáng * 17. Juni 1995 in Qingdao, Shandong) ist ein chinesischer Fußballspieler, der seit 2016 bei Shandong Taishan in der Chinese Super League unter Vertrag steht.

## Karriere

### Verein
Im Jahr 2010 schloss sich Liu der Jugendakademie des chinesischen Super-League-Vereins Shandong Luneng Taishan (heute Shandong Taishan) an, wo er vom Stürmer zum Innenverteidiger umfunktioniert wurde. Im Sommer 2014 schloss er sich dem portugiesischen Drittligisten Sport União Sintrense an. Am 1. Februar 2015 wechselte Liu zum Ligakonkurrenten CD Cova da Piedade. Mit seinem neuen Verein bestritt in der Saison 2015/16 sechs Spiele für den Verein, der die Liga auf dem ersten Platz beendete und den Aufstieg in die zweite Liga schaffte.
Liu kehrte zu Shandong Taishan zurück und wurde im Juli 2016 von Trainer Felix Magath in den Kader der ersten Mannschaft berufen. Unter Magath spielte er als Linksverteidiger. Am 22. Oktober 2016 gab er bei der 1:4-Auswärtsniederlage gegen Shanghai SIPG sein Debüt für Shandong, als er in der 70. Minute für Song Long eingewechselt wurde. In der Saison 2018 spielte Liu unter Trainer Li Xiaopeng hauptsächlich als linker Flügelspieler. Sein erstes Ligator erzielte er beim 3:0-Heimsieg gegen Changchuan. Am 2. November 2018 erzielte er gegen Changchun Yatai sein erstes Ligator, das Shandong zum 2:0-Sieg verhalf und einen Platz in der AFC Champions League 2019 sicherte.
Im Januar 2019 verlängerte Liu seinen Vertrag mit dem Verein bis zum Ende der Saison 2023. Als beständiger und regelmäßiger Spieler erzielte er am 2. November 2018 sein erstes Tor gegen Changchun Yatai, das Shandong einen 2:0-Sieg bescherte und einen Platz in der AFC Champions League 2019 sicherte. Als Stammspieler gewann er seinen ersten Meistertitel mit dem Verein, als er Teil der Mannschaft war, die 2021 den Titel in der Chinese Super League gewann. In der darauffolgenden Saison gewann er mit dem Verein den chinesischen Pokal 2022.

### Nationalmannschaft
Liu wurde vom damaligen Trainer Marcello Lippi erstmals in die chinesische Fußballnationalmannschaft für das Trainingslager der Asienmeisterschaft 2019 berufen. Am 24. Dezember 2018 gab er bei der 1:2-Niederlage gegen den Irak sein Debüt in der A-Nationalmannschaft. Er wurde in den endgültigen 23-köpfigen Kader berufen und bestritt alle fünf Spiele des Turniers für China. Er wurde zudem in den Kader Chinas für den Asienmeisterschaft 2023 in Katar berufen und stand im Eröffnungsspiel gegen Tadschikistan am 13. Januar 2024 in der Startelf der Mannschaft.

## Erfolge
- Portugiesischer Drittligameister: 2016
- Chinese Super League: 2021
- Chinese FA Cup: 2020, 2021, 2022